# Nanporo, Hokkaidō
Nanporo (南幌町 Nanporo-chō) là thị trấn thuộc huyện Sorachi, phó tỉnh Sorachi, Hokkaidō, Nhật Bản. Tính đến ngày 1 tháng 10 năm 2020, dân số ước tính thị trấn thuộc 7.319 người và mật độ dân số là 90 người/km2. Tổng diện tích thị trấn là 81,49 km2.